# 鮑旭
鮑 旭（ほう きょく）は中国の小説で四大奇書の一つである『水滸伝』の登場人物。
梁山泊第六十位の好漢。地暴星の生まれ変わり。渾名は喪門神（そうもんしん）で、喪門神とは民間伝承の中の悪神のことを指し、殺しが好きという鮑旭の性格に合致している。その容貌は凶悪で醜い、大きく丸い顔と説明されている。殺人を好む性格からか李逵とは出会った時からすぐに意気投合し、戦場では突撃しがちな李逵を抑える副官的な役割を果たす。得物は、闊剣・大闊板刀（幅広の剣、大だんびら）。また、徒歩でありながら馬上の敵を討ち取る技量を持つ。李逵、項充、李袞の四人組で戦場を行けば、千人の兵も追い散らす勢いであった。

## 生涯
枯樹山を根城に強盗を働いていて、山塞に訪れた焦挺と梁山泊の黒旋風・李逵と出会った鮑旭は、たちどころに意気投合した。三人で盛り上がっているところに、官軍の一隊が枯樹山の麓を通りかかっているという報を聞き、鮑旭たちは討伐隊かと早速下山し蹴散らしに行く。鮑旭たちがひとしきり暴れると官軍は檻車を残して逃げ散り、その檻車を覗いてみるとなんと中に居るのは梁山泊の宣贊と郝思文だった。話を聞くと、二人は凌州城攻略中に魏定国らに生け捕られて首都・東京に護送されているところで、鮑旭らはたまたまそれを襲って救い出したというのだ。「梁山泊入山に際して何か手土産を持っていこう」ということで、鮑旭ら一行はすぐさま枯樹山の手勢を率いて凌州城に攻め寄せた。到着すると、梁山泊軍は単廷珪を捕えていて、凌州城内には魏定国が残るのみ。そこで、鮑旭らは防御が手薄な北門を奪い城内に雪崩を打って攻め込み、略奪・放火を行なって城内を混乱に陥れた。不意を突かれた魏定国は中陵県まで逃げた後、同僚の単廷珪に説得されて投降し、この手柄を手土産に鮑旭は梁山泊に入山した。
百八星集結後は歩兵軍将校に任じられ、戦場では、李逵、鮑旭が敵兵を斬り払い、項充、李袞が団牌で防御と後衛を務める戦法で、戦場を縦横無尽に暴れまわった。己の命も顧みない鬼神の如き気迫を持つ四人組は、林冲ら宋国きっての英雄が率いる騎兵部隊に勝るとも劣らない活躍を見せた。
鮑旭の最期の戦は杭州城での戦いで、騎兵にばかり頼る宋江の戦い方に、歩兵将校として納得のいかない鮑旭は李逵たちと話し合って、方臘軍随一の猛将・石宝を歩兵軍で討ち取ることに決めた。こうして、鮑旭たちは杭州城・北門にいる石宝と激突することになった。歩兵軍は迎え撃つ方臘軍の将兵を片端から蹴散らして城内に雪崩れ込もうとするが、敵陣に食いこみ過ぎていたためいったん退却しようとする。しかし、鮑旭は勢いに任せてそのまま城内に突撃し孤立したところを、城門に潜んでいた石宝に真っ二つに斬られた。
鮑旭の戦死に際して、親友である李逵は人目もはばからず泣いていた。